# Portoscalvos
Portoscalvos es un lugar español situado en la parroquia de Fervenzas, del municipio de Aranga, en la provincia de La Coruña, Galicia.

## Demografía
| Gráfica de evolución demográfica de Portoscalvos entre 2000 y 2023 |
|                                                                    |
| Datos según el nomenclátor publicado por el INE.                   |